# Born Again (singel Lisy)
Born Again – singel tajskiej raperki i piosenkarki Lisy z udziałem amerykańskiej raperki i piosenkarki Doji Cat oraz brytyjskiej piosenkarki i autorki tekstów Raye. Utwór został wydany przez Lloud i RCA Records 6 lutego 2025 jako czwarty singiel z debiutanckiego albumu studyjnego Lisy, Alter Ego. Popowa piosenka łącząca elementy disco i electropop, została napisana przez jej producentów Raye i Andrew Wellsa, a także Doję Cat i Anthony’ego Rossomando. Jest to hymn na cześć wzmocnienia po rozstaniu, w którym artyści śpiewają o tym, co ich byli stracili, rezygnując ze swojego związku.
Krytycy muzyczni pozytywnie ocenili „Born Again” jako wyróżniający się utwór otwierający album ze względu na dynamiczną produkcję i wokal Lisy. Piosenka znalazła się na szczycie listy przebojów w ojczystym kraju Lisy, Tajlandii, i dotarła do pierwszej dwudziestki w niektórych krajach azjatyckich oraz do pierwszej siedemdziesiątki w niektórych krajach europejskich i Oceanii, w tym w Niemczech, Australii, Kanadzie, Irlandii i Francji. Utwór osiągnął 22. miejsce na liście Billboard Global 200 i stał się piątym wpisem Lisy na liście US Billboard Hot 100 na 68. miejscu. Towarzyszący utworowi teledysk został wyreżyserowany przez Bardię Zeinali i wydany na kanale Lloud w serwisie YouTube równocześnie z wydaniem singla. Teledysk oddaje hołd potężnym kobietom w historii i przedstawia trzy artystki śpiewające w czarnych żałobnych sukniach, zanim odrodziły się w białych strojach ze srebrną zbroją.

## Geneza utworu i wydanie
Po odejściu z wytwórni YG Entertainment na rzecz działalności solowej, Lisa założyła własną firmę zarządzającą artystami o nazwie Lloud w lutym 2024 oraz podpisała kontrakt z RCA Records na wydanie solowej muzyki we współpracy z Lloud w kwietniu. Lisa wydała „Rockstar”, „New Woman” i „Moonlit Floor (Kiss Me)” jako pierwsze trzy single ze swojego nadchodzącego debiutanckiego albumu Alter Ego za pośrednictwem Lloud i RCA Records w okresie od czerwca do października 2024. W październikowym wywiadzie dla Audacy Lisa wyraziła, że praca z Doja Cat jest jej „następnym celem”. W styczniu 2025 r. w odcinku NRJ zasugerowała, że jej nadchodzący singiel będzie współpracą z artystą, o którym wcześniej wspominała, że chciałaby z nim współpracować.
24 stycznia Lisa, Doja Cat i Raye udostępniły na Instagramie zdjęcie, na którym pozują razem w efektownych czarnych sukienkach koktajlowych oraz ogłosiły współpracę przy singlu zatytułowanym „Born Again”, który został wydany 6 lutego o 19:00 czasu wschodniego. Lisa opublikowała kilka filmów na TikToku z krótkim fragmentem refrenu piosenki, w tym film, w którym pozuje z billboardem promującym Alter Ego. 3 lutego opublikowała oficjalną okładkę singla, na której trzy artystki w czarnych sukniach znajdują się w ramce na środku strony, Doja patrzy w dół, a Lisa i Raye wpatrują się w kamerę. Piosenka pojawiła się przed premierą w zwiastunie trzeciego sezonu serialu telewizyjnego HBO Biały lotos z Lisą w roli głównej.

## Kompozycja i tekst utworu
Prawie czterominutowy utwór „Born Again” został wyprodukowany przez Andrew Wellsa i samą Raye. Wersja demo utworu Raye wyciekła wcześniej, gdy opuściła swoją poprzednią wytwórnię Polydor Records w 2021 roku. Utwór został opisany jako „zabarwiony disco”, „dynamiczny i energiczny popowy utwór”, który „wplata w siebie elementy electro-popu”. Produkcja została opisana jako „sprężysta, wzmocniona linia basowa”, która „odwołuje się do disco lat 80.” i wykorzystuje „syntezatory, klaskanie, pady perkusyjne i próbki bongo”, które nieustannie wtapiają się w miks bez żadnych przerw w instrumentacji. Lisa i Raye śpiewają na zmianę podczas pierwszej zwrotki i refrenu, po czym Doja rozpoczyna swoją zwrotkę.
Tytuł „Born Again” jest meta odniesieniem, które deklaruje odrodzenie Lisy jako solowej artystki. To piosenka o rozstaniu, w której trzy artystki szczegółowo opisują, co ich były kochanek stracił, rezygnując z ich związku. Drwią ze swoich byłych partnerów, chwaląc się swoimi osiągnięciami od czasu rozpadu ich związków. W pierwszej zwrotce Lisa śpiewa o rozstaniu „z moim mężczyzną jak mm-hmm (Bardzo, bardzo głupi, głupi mężczyzna) / Jeden były na siedzeniu pasażera, bo ja już skończyłam”. Utwór skłania się ku tematyce religijnej, aby opisać uczucie jasności i wzmocnienia po rozstaniu. W refrenie wyśmiewają swoich byłych za niezdarne doświadczenie boskie: „Gdybyś spróbował jeszcze trochę / Uczyniłbym cię wierzącym / Pokazałbym ci, jak to jest / Każdej nocy / Narodzić się na nowo, kochanie, narodzić się na nowo”. Doja Cat kontynuuje drwiny ze swojego byłego w swojej pół-śpiewanej, pół-rapowanej zwrotce, stwierdzając: „Mam nadzieję, że czegoś się nauczyłeś z małej porażki / Grałeś mądrze, pozwalając mi odejść”. Podczas gdy zwrotka Lisy wykorzystuje metaforę ucieczki przed nieudanym związkiem, zwrotki Doja Cat i Raye w dużym stopniu zawierają ikonografię religijną. Doja Cat nawiązuje do jabłka w Ogrodzie Eden w wersach „Niewierzący / Ugryzłeś owoc, ale nie możesz oddać / Miło cię zostawić / Ale byłabym głupia, gdybym nie zapytała / Czy twoje słowa wydają ci się teraz ewangeliczne?” W swoim pomoście Raye porusza kwestię modlitwy i mówi: „Sprawię, że będziesz potrzebował religii co najmniej”, dochodząc do wniosku, że musiała zakończyć związek, aby „uratować swoją duszę”.

## Krytyczne przyjęcie
W artykule dla magazynu Billboard Philippines Gabriel Saulog pochwalił „Born Again” jako „pełen wrażeń i wznoszący się wstęp” do albumu ze względu na „niezaprzeczalną chemię i flow” między artystkami i dodał, że utwór ten oferuje zupełnie nowe brzmienie, niespotykane dotąd u Lisy i jej zespołu Blackpink. Maura Johnston z Rolling Stone chwaliła „Born Again” jako przykład tego, jak „Lisa lśni najjaśniej w momentach, gdy jej mocny, ale czarujący śpiew zajmuje centralne miejsce”. Podobnie Crystal Bell z NME opisała, że „zmysłowy” utwór „pokazuje Lisę popisującą się swoim zwinnym wokalem”.  Podczas gdy Elise Ryan z Associated Press nazwała go „bujnym”, Benjamin Lassy z The Daily Campus pochwalił piosenkę jako „wspaniałą”, „prawie duchową” i „piękną i wrażliwą”, wskazując na to, jak „wokal Lisy wznosi się nad orkiestracją, podczas gdy znakomity slap base rozpoczyna album niezapomnianym groovem”. Pisząc dla Billboard, Eunbo Shim uznał singel za trzeci najlepszy utwór na albumie, nazywając go „śmiałą i buntowniczą deklaracją” dzięki produkcji disco i metatytułowi, i znalazł religijne konotacje tekstu nawiązujące do lat 80. Madonny. Z drugiej strony Joshua Minsoo Kim z Pitchfork skrytykował piosenkę jako „banalny utwór disco w stylu Dua Lipy”, który nie potrafi „zrozumieć, jak głos może być naczyniem dla radosnego uniesienia”.

## Teledysk
Towarzyszący teledysk do „Born Again” został przesłany na kanał Lloud na YouTube jednocześnie z wydaniem singla. Został wyreżyserowany przez Bardię Zeinali i podzielony na cztery części. Później, 19 lutego, opublikowano klip zza kulis z jego kręcenia. Teledysk zawiera odniesienia do różnych religii, mitologii i postaci historycznych. Na Instagramie Lisa napisała: „Ten teledysk jest hołdem dla potężnych kobiet na przestrzeni dziejów i dla was wszystkich”. Klip rozpoczyna się od ujęcia zegara stojącego tykającego do tyłu, po którym następuje wyświetlenie tekstu definiującego tytuł piosenki jako „przemianę w Nową Kobietę, która obejmuje swoją wolność, aby stać się osobą, którą pragnie być”. Następnie Lisa, Doja i Raye zostają przedstawione siedzące na ozdobnej złotej sofie ustawionej w czarno-białym pokoju, ubrane w efektowne, całkowicie czarne stroje. Śpiewają teksty, relaksując się razem w salonie eleganckiej rezydencji. Początkowo ubrani w czarne żałobne szaty, trio zrzuca z siebie przeszłość i wyłania się w eterycznych białych sukniach ozdobionych elementami srebrnej zbroi.

## Lista utworów
- Digital download, streaming

1. „Born Again” (gościnnie Doja Cat i Raye) – 3:51

- Digital download, streaming  – Purple Disco Machine remix

1. „Born Again” (gościnnie Doja Cat i Raye; Purple Disco Machine remix) – 3:32
2. „Born Again” (gościnnie Doja Cat i Raye; Purple Disco Machine remix extended mix) – 5:08
3. „Born Again” (gościnnie Doja Cat i Raye) – 3:51

## Twórcy
Opracowano na podstawie materiałów źródłowych: Melon, Apple Music.
|  | - Lisa – wokal - Raye – wokal, tekst, kompozycja, produkcja - Doja Cat – wokal, tekst, kompozycja - Andrew Wells – tekst, kompozycja, produkcja, gitara, bass, syntezator, pianino, programowanie, klarnet - Anthony Rossomando – tekst, kompozycja - Victor Le Masne – smyczki - Demian Arriaga – perkusja - Eli Gross – pianino - Cassidy Turbin – bębny - Matt Kirkwood – bass | - James Burkholder – smyczki - Serban Ghenea – miksowanie - Randy Merrill – mastering - Bryce Bordone – asystent w miksowaniu - Jelli Dorman – inżynieria wokalna - Fermin Suero Jr. – inżynieria wokalna - Alex Robinson – inżynieria wokalna - Kuk Harrell – produkcja wokalna - Jon Yeston – inżynieria - Quentin Andrianasitera – asystent w inżynierii |

## Notowania

### Pozycje na listach tygodniowych
| Kraj   | Lista                    | Pozycja |
| ------ | ------------------------ | ------- |
| Polska | OLiS – single w streamie | 62      |
| Polska | OLiA                     | 39      |

## Historia wydań
| Region            | Data           | Format                       | Wersja                                                         | Wytwórnia        | Źr.    |
| ----------------- | -------------- | ---------------------------- | -------------------------------------------------------------- | ---------------- | ------ |
| Różnie            | 6 lutego 2025  | digital download · streaming | Oryginalna                                                     | Lloud · RCA      | [ 35 ] |
| Włochy            | 7 lutego 2025  | Emisja radiowa               | Oryginalna                                                     | Sony Music Italy | [ 36 ] |
| Stany Zjednoczone | 11 lutego 2025 | Contemporary hit radio       | Oryginalna                                                     | Lloud · RCA      | [ 37 ] |
| Różnie            | 25 lutego 2025 | Digital download · streaming | Purple Disco Machine remix · Purple Disco Machine extended mix | Lloud · RCA      | [ 38 ] |